# Собор Успіння Божої Матері (Кременчук)
Церква Успіння Божої Матері (Свято-Успенська церква, Успіння Пресвятої Богородиці) — церква у Кременчуці у мікрорайоні Крюків. Входить до переліку пам'яток архітектури та містобудування Кременчука.

## Опис
Будівля храму у візантійському стилі, у формі корабля, кам'яна, на високому цоколі, в одному зв'язку з прибудованою дзвіницею, однокупольна, купол полігональний, увінчаний хрестом. Барабан, на якому тримається купол, восьмигранний, т.зв. "восьмерик". На кожній грані витягнуте вгору арочне вікно.
Головний вхід у храм через дзвіницю, до якої веде відкритий ґанок з високими тристоронніми сходами.  Дзвіниця чотиригранна, з шатровим куполом, увінчаним кулястою маківкою з хрестом на вершині,три її грані декоровані розірваними трикутними фронтонами. Барабан під куполом дзвіниці багатогранний, з арочними віконними і дверними прорізами на кожній грані.
Правий боковий  вхід спрямований на вул. Республіканську,  дверний проріз прямокутний, на високому відкритому ганку, з прямокутними вікнами пообіч. Вхідна група розмішена у ризаліті, увінчаному розірваним трикутним фронтоном,  під яким напівкругле вікно, з пілястрами  по боках. Лівий боковий вхід симетричний, спрямований на територію некрополя.
В апсиді симетрично розміщені два арочних вікна.
Біля апсиди з правого боку пізніша прибудова, вхід до якої на такому самому відкритому ганку, як і біля правого бокового входу.

## Історія
Свято-Успенська церква на прохання громади була побудована за проєктом міського архітектора А. Несвітського на околиці Крюкова біля міського кладовища. Проєкт був розроблений у 1863 р., а в 1877 р. церкву було освячено. Вона була визначена як кладовищенська, приписна до Свято-Покровської, і призначалася виключно для виконання поховальних обрядів.
У 1897 р. поруч із храмом за благодійні кошти крюківського подружжя Дмитра та Євдокії Саніних збудували церковнопарафіяльну школу. Ця будівля, як і церква, збереглася до наших часів, і про її історію свідчать дві пам'ятні дошки у цоколі. На них написи: «Это училище построено от усердия Дмитрия и Евдокии Саниных мая 1897 г.» і «Для усиления образования детей жителей г. Крюкова в 1897 г. сентября 15 д.». Після відкриття школи у церкві стали проходити молебні та літургії, не пов’язані з похованнями, і вона стала виконувати роль звичайної парафіяльної.
Саніни були поховані  на цьому ж Крюківському кладовищі. І в перший день нового навчального року школярі з квітами йшли до їхніх могил, щоб ушанувати пам'ять людей, здатних на такий шляхетний вчинок. Ця традиція протрималася лише до 1917 року.
Через те, що архіви не збереглися, невідомо, хто служив у церкві до революції та хто був першим священиком. Після жовтневої революції 1917 року богослужіння в храмі, за свідченням старої парафіянки, відбувалися до 1927 року.
У 1929 році за постановою місцевого районної Ради богослужіння в храмі було заборонено. Актив вагонного заводу, що складався в основному з молодих робітників, приступив до демонтажу іконостасу, кіотів, а також ліквідації церковного майна.
У 1930 р. храм закрили, дзвони скинули та передали на переплавку. У будівлі церковнопарафіяльної школи відкрили трудову школу ім. І.Франка. Внаслідок цього церковну споруду використовували під спортивний зал, а підвал – для господарських потреб вагонного заводу. Купол та дзвіницю розібрали.

### Під час війни
У 1941 р. будівля церкви постраждала від німецьких бомбардувань: у вівтарній апсиді снарядом була пробита стіна.
З початком війни церква використовувалася не за призначенням, фактично була закритою до 1942 року. Під час німецької окупації місцева церковна громада порушила питання про відкриття, і віруючим дозволили повернутися в храм і відновити богослужіння.
Першими службовцями священниками з 1942 року були протоієреї Іоанн Лазурський і Григорій (?), який прибув на служіння сюди трохи пізніше.
Храм був напівзруйнованим: у східній стіні (вівтарній апсиді) снарядом була вибита величезна діра, її нашвидкоруч заклали цеглою; у вівтарі лежало сіно, іконостасу не було. На його місці була фанерна перегородка, у самому храмі перебували спортивні снаряди: канати, бруси, кільця й ін. Підбанний простір був перекрито низькою стелею, що так і лишився не розібраним до 1989 року.

### Повоєнні роки

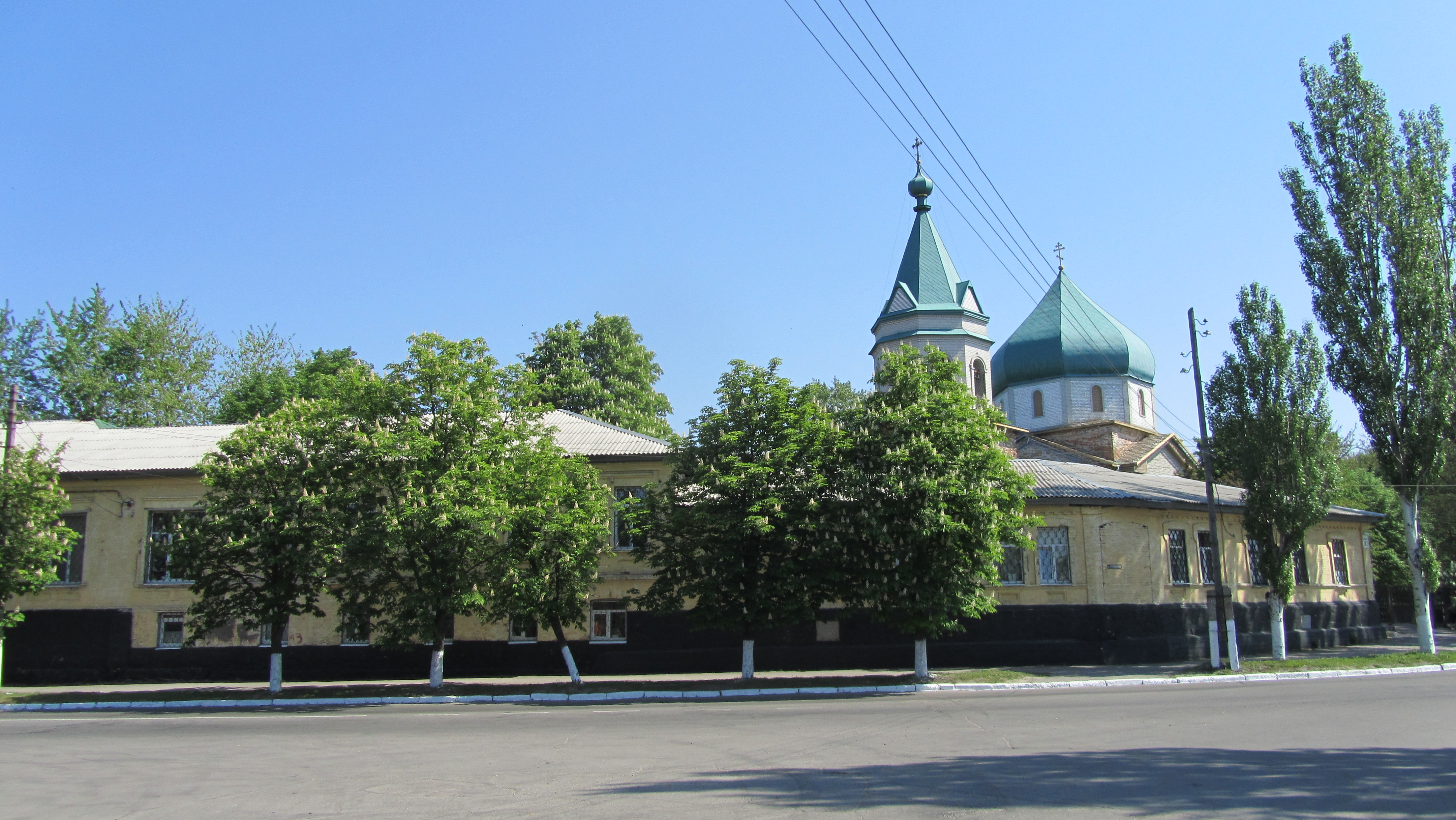
Вид з вулиці Макаренка

Після війни в 1950-ті роки в церкві служили по черзі священики: прот. Михайло, який служив тут з розповідей ще до закриття; протоієреї Сергій, Опанас, Мартін, Венедикт (до закриття служив в Козельщинському монастирі).
Храм почав набувати початковий вигляд. У настоятельство архімандрита Порфирія (Давиденко) почалася нова епоха у відновленні будівлі. Старим майстром Сергієм Макогоном згідно з проектом і кресленням архм. Порфирія на церкві був встановлений великий дерев'яний купол, критий залізом, на місці дзвіниці встановлений маленький купол з належним йому хрестом.
У 1960-ті роки, коли проводилася кампанія із закриття уцілілих при Сталіні храмів, Крюковський приход був близьким до закриття. Школа, яка була поруч з церквою в колишній будівлі церковно-парафіяльної школи, на думку директора і вчителів відчувала згубний вплив релігії і повинна бути закрита. Архімандрит Порфирій робив все, щоб зберегти церкву. Він віддав водяне опалення з церкви школі.
На початок 1970-х років припадає розквіт богослужбових традицій і хорового співу в крюковському храмі. Після смерті архімандрита Порфирія в 1968 році на посаді настоятеля його змінив протоієрей Василь (Василенко), другим священиком був Яків (Семибаламут). Обидва батюшки відрізнялися дуже гарними голосами.
Якісно змінився й церковний хор. При регенті Григорії Трохимовичі Шабельнику (грав на скрипці) провідними півчими було подружжя Іван Іванович і Маргарита Никифорівна Довбні, Валентина Іванівна Болдакова, Василь Антонович і Меланія Зоти, Герко Марія Петрівна. Оскільки храм в Кам'яних Потоках у ті часи був закритий, то все півчі приїжджали до Крюкова.
Парафіянин храму Сергій Іванович Войнаховський, псаломщик, який читав у храмі в святкові дні перед годинами акафісти, був він корінний кременчужанин. Сергій Іванович збирався стати священиком, вже була призначена хіротонія, але в 1938 році заарештований і отримав десять років таборів.
У 1970-ті роки старостою Свято-Успенської церкви став Кононенко Микола Опанасович, нині священик на Черкащині. Він спорудив нинішній іконостас і кіоти, придбав для храму великі панікадила, дерев'яні сходи до церкви замінив бетонними. Після смерті регента Григорія Шабельника його змінює Маргарита Никифорівна Довбня.
При Євгенові Івановичу Винничуку, який був старостою з 1980 по 1986 роки, храм почав розписуватися. Розписували церкву художники Сергій Вереін і Юлій Рибаков з Петербурга.
З 1988 року, року тисячоліття Хрещення Русі, храм почав змінювати свій зовнішній вигляд. Заміну колишнього, вже на той час зношеного головного купола, на новий, кам'яний, почали робити при настоятелі прот. Петрі Кучеруку та старості Балась Миколі Андрониковичу. При них також були придбані дзвони в Москві.

## Незалежність
Набув же храм нинішнього вигляду в 1996 році, під час перебування настоятелем священика Володимира Шестова, коли завдяки допомозі вагонобудівного і сталеливарного заводів була відновлена дзвіниця.
17 квітня 2021 р. проіржавілий центральний купол замінили на новий дерев'яний, вкритий позолоченими пластинами. Купол виготовлений за первісними кресленнями, які збереглися.
Нині Свято-Успенський храм – кафедральний собор Кременчуцької єпархії, де знаходиться кафедра митрополита Кременчуцького і Лубенського.